# مقاطعة سارغينت (داكوتا الشمالية)
سارغينت (بالإنجليزية: Sargent)‏ هي إحدى مقاطعات ولاية داكوتا الشمالية في الولايات المتحدة الأمريكية.